# アダルベルト・モンデシー
ラウル・アダルベルト・モンデシー（Raúl Adalberto Mondesí, 1995年7月27日 - ）は、 アメリカ合衆国カリフォルニア州ロサンゼルス出身（ドミニカ共和国育ち）のプロ野球選手（内野手）。右投両打。フリーエージェント(FA)。
MLBの外野手として活躍したラウル・モンデシーを父に持ち、実兄のラウル・モンデシー・ジュニアも元プロ野球選手。

## 経歴

### プロ入りとロイヤルズ時代
2011年7月27日、16歳の誕生日を迎えたこの日にカンザスシティ・ロイヤルズと契約してプロ入り。
2012年に傘下のパイオニアリーグのルーキー級アイダホフォールズ・チュカーズでプロデビューし、50試合に出場して打率.290、3本塁打、30打点、11盗塁を記録した。
2013年はA級レキシントン・レジェンズでプレーし、125試合に出場して打率.261、7本塁打、47打点、24盗塁を記録した。
2014年はA+級ウィルミントン・ブルーロックスでプレーし、110試合に出場して打率.211、8本塁打、33打点、17盗塁を記録した。オフにはアリゾナ・フォールリーグに参加し、ピオリア・ハベリーナズに所属した。
2015年はAA級ノースウエストアーカンソー・ナチュラルズでプレーし、81試合に出場して打率.243、6本塁打、33打点、19盗塁を記録した。7月にはオールスター・フューチャーズゲームにも選出された。レギュラーシーズン終了後の10月、ロイヤルズがワールドシリーズ（対ニューヨーク・メッツ）に進出すると、モンデシーもロースター入りした。そして第3戦の5回表に投手のダニー・ダフィーの代打として史上初のワールドシリーズでのメジャーデビューを果たした（結果はノア・シンダーガードの前に空振り三振）。
2016年は開幕からAA級ノースウエストアーカンソーでプレーしていたが、5月10日に薬物検査で筋肉増強剤のクレンブテロールが検出され、50試合の出場停止処分を受けた。当初は通常の80試合の出場停止処分が適用されるところだったが、風邪薬に含まれていたものだったとして50試合に軽減された。処分が明けるとマイナーでの出場を経て、7月26日のロサンゼルス・エンゼルス戦でメジャー公式戦初出場を果たした。復帰後は一定の出場機会を与えられ、最終的には47試合に出場。打率.185、2本塁打、13打点だったが、本塁打よりも多い3三塁打を記録、成功率9割で9盗塁を決めた。
2017年は開幕をメジャーで迎えたが、不振で1ヶ月と持たずマイナーに降格。9月に再昇格したが、25試合の出場に留まった。
2018年の開幕前に登録名を「ラウル・モンデシー」から「アダルベルト・モンデシー」変更した。父や兄の名前と区別するためにミドルネームを登録名にした。開幕をマイナーで迎えるも、6月にメジャーに昇格すると、その後はアルシデス・エスコバーの不振もあってメジャーに定着した。75試合に出場し、課題の打撃では打率.276、14本塁打、37打点と向上した。また、少ない出場機会ながらアメリカンリーグ4位の32盗塁を記録した。
2019年は正遊撃手として出場していたが、6月に鼠径部の張りで、7月と9月に左肩の痛みで多く欠場した。主に2番打者として102試合に出場し、規定打席には届かず、打率.263、9本塁打、62打点、43盗塁（ア・リーグ2位、マレックス・スミスと3個差）、10三塁打（同1位）などを記録した。前年に比べて打撃は低下したが、守備は守備率.984と向上した。
2020年は新型コロナウイルスの影響で60試合の短縮シーズンとなる中、59試合に出場し、ア・リーグの盗塁王（24盗塁）のタイトルを獲得した。
2021年はハムストリングの負傷で3度も負傷者リスト入りするなどプレーできない期間が長く、わずか35試合の出場にとどまった。
2022年は4月26日のシカゴ・ホワイトソックス戦の試合中に左膝前十字靭帯を断裂。5月に手術を行い、残りのシーズンを欠場した。

### レッドソックス時代
2023年1月24日にジョシュ・テイラーとのトレードで、後日指名選手とともにボストン・レッドソックスに移籍した。3月30日に左前十字靭帯損傷のため60日間の負傷者リスト入りした。オフの11月3日にフリーエージェント(FA)となった。

## プレースタイル
俊足かつ強肩で、守備もハイセンスな打球判断を備える。打撃は忍耐強さなど課題が多い。

## 詳細情報

### 年度別打撃成績
| 年 度    | 球 団    | 試 合 | 打 席 | 打 数 | 得 点 | 安 打 | 二 塁 打 | 三 塁 打 | 本 塁 打 | 塁 打 | 打 点 | 盗 塁 | 盗 塁 死 | 犠 打 | 犠 飛 | 四 球 | 敬 遠 | 死 球 | 三 振 | 併 殺 打 | 打 率 | 出 塁 率 | 長 打 率 | O P S |
| -------- | -------- | ----- | ----- | ----- | ----- | ----- | -------- | -------- | -------- | ----- | ----- | ----- | -------- | ----- | ----- | ----- | ----- | ----- | ----- | -------- | ----- | -------- | -------- | ----- |
| 2016     | KC       | 47    | 149   | 135   | 16    | 25    | 1        | 3        | 2        | 38    | 13    | 9     | 1        | 6     | 0     | 6     | 0     | 2     | 48    | 1        | .185  | .231     | .281     | .512  |
| 2017     | KC       | 25    | 60    | 53    | 4     | 9     | 1        | 0        | 1        | 13    | 3     | 5     | 2        | 4     | 0     | 3     | 0     | 0     | 22    | 2        | .170  | .214     | .245     | .460  |
| 2018     | KC       | 75    | 291   | 275   | 47    | 76    | 13       | 3        | 14       | 137   | 37    | 32    | 7        | 3     | 1     | 11    | 0     | 1     | 77    | 2        | .276  | .306     | .498     | .804  |
| 2019     | KC       | 102   | 443   | 415   | 58    | 109   | 20       | 10       | 9        | 176   | 62    | 43    | 7        | 3     | 6     | 19    | 0     | 0     | 132   | 6        | .263  | .291     | .424     | .715  |
| 2020     | KC       | 59    | 233   | 219   | 33    | 56    | 11       | 3        | 6        | 91    | 22    | 24    | 8        | 2     | 0     | 11    | 0     | 1     | 70    | 4        | .256  | .294     | .416     | .710  |
| 2021     | KC       | 35    | 136   | 126   | 19    | 29    | 8        | 1        | 6        | 57    | 17    | 15    | 1        | 3     | 0     | 6     | 0     | 1     | 43    | 2        | .230  | .271     | .452     | .723  |
| 2022     | KC       | 15    | 54    | 50    | 3     | 7     | 0        | 0        | 0        | 7     | 3     | 5     | 0        | 0     | 0     | 4     | 0     | 0     | 20    | 2        | .140  | .204     | .140     | .344  |
| MLB：7年 | MLB：7年 | 358   | 1366  | 1273  | 180   | 311   | 54       | 20       | 38       | 519   | 157   | 133   | 26       | 21    | 7     | 60    | 0     | 5     | 412   | 19       | .244  | .280     | .408     | .687  |

- 2022年度シーズン終了時
- 各年度の太字はリーグ最高

### 年度別守備成績
| 年 度 | 球 団 | 二塁（2B） | 二塁（2B） | 二塁（2B） | 二塁（2B） | 二塁（2B） | 二塁（2B） | 三塁（3B） | 三塁（3B） | 三塁（3B） | 三塁（3B） | 三塁（3B） | 三塁（3B） | 遊撃（SS） | 遊撃（SS） | 遊撃（SS） | 遊撃（SS） | 遊撃（SS） | 遊撃（SS） |
| 年 度 | 球 団 | 試 合      | 刺 殺      | 補 殺      | 失 策      | 併 殺      | 守 備 率   | 試 合      | 刺 殺      | 補 殺      | 失 策      | 併 殺      | 守 備 率   | 試 合      | 刺 殺      | 補 殺      | 失 策      | 併 殺      | 守 備 率   |
| ----- | ----- | ---------- | ---------- | ---------- | ---------- | ---------- | ---------- | ---------- | ---------- | ---------- | ---------- | ---------- | ---------- | ---------- | ---------- | ---------- | ---------- | ---------- | ---------- |
| 2016  | KC    | 42         | 75         | 96         | 3          | 23         | .983       | -          | -          | -          | -          | -          | -          | 7          | 3          | 5          | 1          | 1          | .889       |
| 2017  | KC    | 14         | 24         | 30         | 0          | 12         | 1.000      | -          | -          | -          | -          | -          | -          | 9          | 7          | 9          | 1          | 1          | .941       |
| 2018  | KC    | 12         | 19         | 30         | 0          | 8          | 1.000      | -          | -          | -          | -          | -          | -          | 61         | 100        | 169        | 7          | 36         | .975       |
| 2019  | KC    | -          | -          | -          | -          | -          | -          | -          | -          | -          | -          | -          | -          | 100        | 147        | 286        | 7          | 66         | .984       |
| 2020  | KC    | -          | -          | -          | -          | -          | -          | -          | -          | -          | -          | -          | -          | 59         | 85         | 144        | 4          | 37         | .983       |
| 2021  | KC    | -          | -          | -          | -          | -          | -          | 20         | 14         | 40         | 2          | 6          | .964       | 11         | 10         | 22         | 0          | 4          | 1.000      |
| 2022  | KC    | -          | -          | -          | -          | -          | -          | -          | -          | -          | -          | -          | -          | 15         | 18         | 45         | 0          | 10         | 1.000      |
| MLB   | MLB   | 68         | 118        | 156        | 3          | 43         | .989       | 20         | 14         | 40         | 2          | 6          | .964       | 262        | 370        | 680        | 20         | 155        | .981       |

- 2022年度シーズン終了時

### タイトル
- 盗塁王：1回（2020年）

### 記録
MiLB
- オールスター・フューチャーズゲーム選出：1回（2015年）

### 背番号
- 27（2015年 - 2022年）